# Cellebroederspoort
De Cellebroederspoort is een van de drie Kamper stadspoorten die overgebleven zijn. De Cellebroederspoort bevindt zich aan de parkzijde aan het einde van de Cellebroedersweg. Aan deze zijde was geen stenen stadsmuur maar een aarden wal ter verdediging van de stad.
Zij heeft twee grote torens met een spits, veel ornamenten en het stadswapen.
De poort is in 1465 verplaatst naar de huidige locatie. De oorspronkelijke poort stond aan de Kamper stadsgracht de Burgel. De poort is vernoemd naar een vlakbijgelegen klooster van de Cellebroeders.
Rond 1616 kreeg de poort haar huidige vorm. Een ontwerp in maniëristische stijl van bouwmeester Thomas Berentsz.

## Gebruik
Anno 2016 kreeg Kamper Events de exploitatie van de Cellebroederspoort in handen. Het Kamper evenementenbureau organiseert groepsactiviteiten in het monument en sinds 2018 een maandelijkse pubquiz genaamd de Kamper Poort Kwis.